# Кумар, Рупеш
Сайед Аббас Араб Фарашахи (англ. Syed Abbas Arab Farashahi), более известный как Рупеш Кумар (хинди रूपेश कुमार; 16 января 1946, Бомбей, Индия — 29 января 1995, там же) — индийский характерный актёр, кинорежиссёр

 и кинопродюсер.

## Биография
Родился 16 января 1946 года в Бомбее и был старшим из семи детей в семье Али Асгара Фарашаги и его жены Мариам. Как старший сын он должен был унаследовать семейный ресторан, но будучи вовлеченным в деятельность школьных и университетских драматических кружков, юноша загорелся желанием стать актёром.
Свою актёрскую карьеру он начал в 1965 году, снявшись в нескольких фильмах, где героиней выступала близкая подруга семьи Мумтаз, первым из которых был Tarzan and King Kong. Псевдоним Рупеш Кумар ему придумал режиссёр и продюсер Нанабхай Бхатт, потому что решил, что с его оригинальным именем, добиться признания будет очень сложно. На протяжении 1970—1980-х годов, Рупеш играл в основном злодеев. Единственную главную роль он сыграл в фильме Baazigar (1972). Свою славу исполнителя отрицательных ролей он укрепил после фильма «Зита и Гита», где он исполнил роль Ранжита, дальнего родственника, высекшего главную героиню ремнём.
За свою карьеру Рупеш Кумар снялся в 100 фильмах, а также поставил две полнометражных киноленты.
Актёр скончался 29 января 1995 года в Бомбее. Когда он ждал результатов на церемонии награждения Filmfare Awards (по другим данным Screen Awards), на которую был номинирован за фильм «Мать» (1993), у него случился сердечный приступ, и он скоропостижно скончался в машине скорой помощи по дороге в больницу. Его последний фильм, «Святой грешник», вышел на экраны в мае 1995 года.

## Личная жизнь
Рупеш Кумар в 1974 году женился на Марзии. У пары родилось три дочери: Мумтаз, Махтаб и Мождех. Мумтаз вышла замуж за Захида Хана, племянника Дилипа Кумара.

## Фильмография
Актёр
- 1965 — Тарзан и Кинг-Конг
- 1968 — Продавец мечты — Кумар Пран Натх Сингх
- 1969 — Дорога к счастью — повар
- 1969 — Единожды солгав… — Расдас
- 1969 — Испытание дружбы — Абдул Рашид / Рашу
- 1969 — Принцесса Мадхви — Дапати Пратап Сингх
- 1970 — Материнская любовь — Виктор
- 1970 — Разрушенная жизнь — Самир
- 1970 — Благородство — Арун
- 1971 — Жест — Бадал
- 1971 — Река времени — Санни
- 1972 — Биение наших сердец — Кевал Шарма / Дипак Рой
- 1972 — Зита и Гита — Ранжит
- 1972 — Трудный выбор — Чаганлал «Дрессвала» Пандей
- 1973 — Бездельник — Ракеш
- 1973 — В пламени страстей — брат Сапны
- 1974 — Принц и нищий — подручный Тайгера
- 1976 — Кобра — муж Мины
- 1976 — Рам и Шанкар — Моти
- 1977 — В тени прошлого — Рупеш
- 1979 — Большая игра — Сетхи
- 1989 — Приговорённый — Гулати

Режиссёр и продюсер
- 1991 — Hai Meri Jaan
- 1993 — Meri Aan